# Năsăud
Năsăud é uma cidade da Romênia com 11.365 habitantes, localizada no distrito de Bistrița-Năsăud.